# Ervin Fakaj
Ervin Pëllumb Fakaj (Valona, 15 giugno 1976) è un opinionista, procuratore sportivo ed ex calciatore albanese, di ruolo difensore.

## Carriera

### Nazionale
Ha collezionato 25 presenze ed un goal con la maglia della nazionale albanese, con la quale ha giocato dal 1995 fino al 2002.

## Statistiche

### Presenze e reti nei club
Statistiche aggiornate al 25 maggio 2003.
| Stagione                 | Squadra                  | Campionato               | Campionato | Campionato | Coppa nazionale | Coppa nazionale | Coppa nazionale | Coppe europee | Coppe europee | Coppe europee | Altre coppe | Altre coppe | Altre coppe | Totale | Totale |
| Stagione                 | Squadra                  | Comp                     | Pres       | Reti       | Comp            | Pres            | Reti            | Comp          | Pres          | Reti          | Comp        | Pres        | Reti        | Pres   | Reti   |
| ------------------------ | ------------------------ | ------------------------ | ---------- | ---------- | --------------- | --------------- | --------------- | ------------- | ------------- | ------------- | ----------- | ----------- | ----------- | ------ | ------ |
| 1992-1993                | Flamurtari Valona        | KP                       | 17         | 0          | CA              | 0               | 0               | -             | -             | -             | -           | -           | -           | 17     | 0      |
| 1993-1994                | Flamurtari Valona        | KP                       | 19         | 2          | CA              | 0               | 0               | -             | -             | -             | -           | -           | -           | 19     | 2      |
| 1994-1995                | Flamurtari Valona        | KP                       | 25         | 7          | CA              | 0               | 0               | -             | -             | -             | -           | -           | -           | 25     | 7      |
| 1995-1996                | Flamurtari Valona        | KP                       | 26         | 4          | CA              | 0               | 0               | -             | -             | -             | -           | -           | -           | 26     | 4      |
| 1996-1997                | Flamurtari Valona        | KP                       | 12         | 3          | CA              | 0               | 0               | CdC           | 1             | 0             | -           | -           | -           | 13     | 3      |
| Totale Flamurtari Valona | Totale Flamurtari Valona | Totale Flamurtari Valona | 99         | 16         |                 | 0               | 0               |               | 1             | 0             |             | -           | -           | 100    | 16     |
| 1997-1998                | Toledo                   | SD                       | 5          | 0          | CR              | 1               | 0               | -             | -             | -             | -           | -           | -           | 6      | 0      |
| 1998-gen. 1999           | Eintracht Nordhorn       | 3L                       | 5          | 0          | CG              | 0               | 0               | -             | -             | -             | -           | -           | -           | 5      | 0      |
| gen.-giu. 1999           | Hannover 96              | 2L                       | 6          | 0          | CG              | 0               | 0               | -             | -             | -             | -           | -           | -           | 6      | 0      |
| 1999-gen. 2000           | Meppen                   | 3L                       | 20         | 1          | CG              | 1               | 0               | -             | -             | -             | -           | -           | -           | 21     | 1      |
| gen.-giu. 2000           | EN Paralimni             | AK                       | 0          | 0          | CC              | 0               | 0               | -             | -             | -             | -           | -           | -           | 0      | 0      |
| 2000-2001                | EN Paralimni             | AK                       | 17         | 0          | CC              | 0               | 0               | -             | -             | -             | -           | -           | -           | 17     | 0      |
| Totale EN Paralimni      | Totale EN Paralimni      | Totale EN Paralimni      | 17         | 0          |                 | 0               | 0               |               | -             | -             |             | -           | -           | 17     | 0      |
| 2001-2002                | Genk                     | D1                       | 2          | 0          | CB              | 0               | 0               | -             | -             | -             | -           | -           | -           | 2      | 0      |
| 2002-2003                | Duisburg II              | 4L                       | 3          | 0          | -               | -               | -               | -             | -             | -             | -           | -           | -           | 3      | 0      |
| 2002-2003                | Duisburg                 | 2L                       | 6          | 0          | CG              | 0               | 0               | -             | -             | -             | -           | -           | -           | 6      | 0      |
| 2003-2004                | Tirana                   | KS                       | ?          | ?          | CA              | 0               | 0               | UCL           | 0             | 0             | SA          | 0           | 0           | 0+     | 0+     |
| 2004-2005                | Partizani Tirana         | KS                       | ?          | ?          | CA              | 0               | 0               | -             | -             | -             | -           | -           | -           | 0+     | 0+     |
| Totale carriera          | Totale carriera          | Totale carriera          | 163+       | 17+        |                 | 2               | 0               |               | 1             | 0             |             | 0           | 0           | 166+   | 17+    |

### Cronologia presenze e reti in nazionale
| Cronologia completa delle presenze e delle reti in nazionale ― Albania | Cronologia completa delle presenze e delle reti in nazionale ― Albania | Cronologia completa delle presenze e delle reti in nazionale ― Albania | Cronologia completa delle presenze e delle reti in nazionale ― Albania | Cronologia completa delle presenze e delle reti in nazionale ― Albania | Cronologia completa delle presenze e delle reti in nazionale ― Albania | Cronologia completa delle presenze e delle reti in nazionale ― Albania | Cronologia completa delle presenze e delle reti in nazionale ― Albania |
| Data                                                                   | Città                                                                  | In casa                                                                | Risultato                                                              | Ospiti                                                                 | Competizione                                                           | Reti                                                                   | Note                                                                   |
| ---------------------------------------------------------------------- | ---------------------------------------------------------------------- | ---------------------------------------------------------------------- | ---------------------------------------------------------------------- | ---------------------------------------------------------------------- | ---------------------------------------------------------------------- | ---------------------------------------------------------------------- | ---------------------------------------------------------------------- |
| 16-8-1995                                                              | Ta' Qali                                                               | Malta                                                                  | 2 – 1                                                                  | Albania                                                                | Amichevole                                                             | -                                                                      | 35’                                                                    |
| 14-12-1996                                                             | Belfast                                                                | Irlanda del Nord                                                       | 2 – 0                                                                  | Albania                                                                | Qual. Mondiali 1998                                                    | -                                                                      |                                                                        |
| 6-9-1997                                                               | Erevan                                                                 | Armenia                                                                | 3 – 0                                                                  | Albania                                                                | Qual. Mondiali 1998                                                    | -                                                                      | 75’                                                                    |
| 10-9-1997                                                              | Zurigo                                                                 | Albania                                                                | 1 – 0                                                                  | Irlanda del Nord                                                       | Qual. Mondiali 1998                                                    | -                                                                      |                                                                        |
| 11-10-1997                                                             | Hannover                                                               | Germania                                                               | 4 – 3                                                                  | Albania                                                                | Qual. Mondiali 1998                                                    | -                                                                      | 11’                                                                    |
| 6-2-1998                                                               | Ta' Qali                                                               | Malta                                                                  | 1 – 1                                                                  | Albania                                                                | Rothmans Tournament 1998                                               | -                                                                      | 46’                                                                    |
| 8-2-1998                                                               | Ta' Qali                                                               | Albania                                                                | 0 – 3                                                                  | Georgia                                                                | Rothmans Tournament 1998                                               | -                                                                      |                                                                        |
| 10-2-1998                                                              | Ta' Qali                                                               | Albania                                                                | 2 – 2                                                                  | Lettonia                                                               | Rothmans Tournament 1998                                               | -                                                                      |                                                                        |
| 14-10-1998                                                             | Oslo                                                                   | Norvegia                                                               | 2 – 2                                                                  | Albania                                                                | Qual. Euro 2000                                                        | -                                                                      |                                                                        |
| 18-11-1998                                                             | Scutari                                                                | Albania                                                                | 0 – 0                                                                  | Grecia                                                                 | Qual. Euro 2000                                                        | -                                                                      | 78’                                                                    |
| 28-4-1999                                                              | Liepāja                                                                | Lettonia                                                               | 0 – 0                                                                  | Albania                                                                | Qual. Euro 2000                                                        | -                                                                      |                                                                        |
| 5-6-1999                                                               | Scutari                                                                | Albania                                                                | 1 – 2                                                                  | Norvegia                                                               | Qual. Euro 2000                                                        | -                                                                      | 63’                                                                    |
| 4-9-1999                                                               | Scutari                                                                | Albania                                                                | 3 – 3                                                                  | Lettonia                                                               | Qual. Euro 2000                                                        | -                                                                      | 67’                                                                    |
| 9-10-1999                                                              | Tirana                                                                 | Albania                                                                | 2 – 1                                                                  | Georgia                                                                | Qual. Euro 2000                                                        | -                                                                      |                                                                        |
| 26-4-2000                                                              | Prilep                                                                 | Macedonia                                                              | 1 – 0                                                                  | Albania                                                                | Amichevole                                                             | -                                                                      | 46’                                                                    |
| 15-8-2000                                                              | Tirana                                                                 | Albania                                                                | 0 – 0                                                                  | Cipro                                                                  | Amichevole                                                             | -                                                                      | 46’                                                                    |
| 11-10-2000                                                             | Scutari                                                                | Albania                                                                | 2 – 0                                                                  | Grecia                                                                 | Qual. Mondiali 2002                                                    | 1                                                                      | 73’                                                                    |
| 15-11-2000                                                             | Tirana                                                                 | Albania                                                                | 3 – 0                                                                  | Malta                                                                  | Amichevole                                                             | -                                                                      | 75’                                                                    |
| 24-3-2001                                                              | Leverkusen                                                             | Germania                                                               | 2 – 1                                                                  | Albania                                                                | Qual. Mondiali 2002                                                    | -                                                                      | 85’                                                                    |
| 28-3-2001                                                              | Scutari                                                                | Albania                                                                | 1 – 3                                                                  | Inghilterra                                                            | Qual. Mondiali 2002                                                    | -                                                                      |                                                                        |
| 5-9-2001                                                               | Newcastle upon Tyne                                                    | Inghilterra                                                            | 2 – 0                                                                  | Albania                                                                | Qual. Mondiali 2002                                                    | -                                                                      |                                                                        |
| 13-2-2002                                                              | Hesperange                                                             | Lussemburgo                                                            | 0 – 0                                                                  | Albania                                                                | Amichevole                                                             | -                                                                      | 46’                                                                    |
| 17-4-2002                                                              | Andorra la Vella                                                       | Andorra                                                                | 2 – 0                                                                  | Albania                                                                | Amichevole                                                             | -                                                                      |                                                                        |
| 12-10-2002                                                             | Tirana                                                                 | Albania                                                                | 1 – 1                                                                  | Svizzera                                                               | Qual. Euro 2004                                                        | -                                                                      | 88’                                                                    |
| 16-10-2002                                                             | Volgograd                                                              | Russia                                                                 | 4 – 1                                                                  | Albania                                                                | Qual. Euro 2004                                                        | -                                                                      |                                                                        |
| Totale                                                                 |                                                                        | Presenze                                                               | 25                                                                     |                                                                        | Reti                                                                   | 1                                                                      |                                                                        |

| Cronologia completa delle presenze e delle reti in nazionale (Partite non ufficiali) ― Albania | Cronologia completa delle presenze e delle reti in nazionale (Partite non ufficiali) ― Albania | Cronologia completa delle presenze e delle reti in nazionale (Partite non ufficiali) ― Albania | Cronologia completa delle presenze e delle reti in nazionale (Partite non ufficiali) ― Albania | Cronologia completa delle presenze e delle reti in nazionale (Partite non ufficiali) ― Albania | Cronologia completa delle presenze e delle reti in nazionale (Partite non ufficiali) ― Albania | Cronologia completa delle presenze e delle reti in nazionale (Partite non ufficiali) ― Albania | Cronologia completa delle presenze e delle reti in nazionale (Partite non ufficiali) ― Albania |
| Data                                                                                           | Città                                                                                          | In casa                                                                                        | Risultato                                                                                      | Ospiti                                                                                         | Competizione                                                                                   | Reti                                                                                           | Note                                                                                           |
| ---------------------------------------------------------------------------------------------- | ---------------------------------------------------------------------------------------------- | ---------------------------------------------------------------------------------------------- | ---------------------------------------------------------------------------------------------- | ---------------------------------------------------------------------------------------------- | ---------------------------------------------------------------------------------------------- | ---------------------------------------------------------------------------------------------- | ---------------------------------------------------------------------------------------------- |
| 6-9-2002                                                                                       | Kosovska Mitrovica                                                                             | Kosovo                                                                                         | 0 – 1                                                                                          | Albania                                                                                        | Amichevole                                                                                     | -                                                                                              | 28’                                                                                            |
| Totale                                                                                         |                                                                                                | Presenze                                                                                       | 1                                                                                              |                                                                                                | Reti                                                                                           | 0                                                                                              |                                                                                                |

## Palmarès

### Club

#### Competizioni nazionali
- Campionato belga: 1

Genk: 2001-2002